# Jakob Jäggi

Jakob Jäggi (um 1885)

Jakob Jäggi (auch Jacob Jäggi; * 25. Januar 1829 in Aarburg – heimatberechtigt ebenda; † 21. Juni 1894 Zürich) war ein Schweizer Botaniker, Konservator und Titularprofessor für Botanik am Eidgenössischen Polytechnikum Zürich. Sein botanisches Autorenkürzel lautet «Jäggi».

## Leben
Jakob Jäggi war der Sohn des gleichnamigen Webereibesitzers und der Verena geborene Wehrli. Er besuchte die Bezirksschule in Aarburg und die Kantonsschule Aarau. Von 1849 bis 1850 studierte er Medizin an der Universität Zürich, von 1851 bis 1854 an der Universität Wien. Nach dem Abbruch des Studiums arbeitete Jäggi von 1856 bis 1866 als Sachwalter der Mühle und des landwirtschaftlichen Betriebs seiner Tante in Küttigen. Im Jahr 1866 kehrte er in seine Heimatstadt zurück.

Exkursion von Carl Schroeter, Hans Schinz (Mitte) mit «Papa Jäggi» (links), Eglisau 1878

Jäggi hatte sich seit seiner Mittelschulzeit für Botanik interessiert und als Jugendlicher eine botanische Fussreise nach Zermatt unternommen. Während seines Studiums nahm er an Exkursionen der Botaniker Johannes Müller Argoviensis, Oswald Heer, Friedrich Bernhard Wartmann und Anton Kerner von Marilaun in Wien teil. In Küttigen war der Zofinger Hans Siegfried ein Gesprächspartner. Im Jahr 1870 wurde Jäggi von Oswald Heer als Konservator für die botanischen Sammlungen des Eidgenössischen Polytechnikums Zürich (seit 1911 ETH) berufen. Zwei Jahre später wurde er Privatdozent und heiratete Ida Meyer, die aus Oftringen stammte. Jäggi erhielt 1883 seine Ernennung zum Direktor der Sammlungen und 1889 die Berufung zum Titularprofessor. Sein beruflicher Schwerpunkt war die Floristik.
Zu Jäggis Schülern gehörte Ernest Wilczek. Beide gehörten 1890 zu den Gründungsmitgliedern der Zürcherischen Botanischen Gesellschaft. Nach Carl Schroeter war Jäggi seinerzeit «der Mittelpunkt der Floristiker der Nordostschweiz». Er würdigte die Begeisterung, Hingabe und Zuverlässigkeit des Botanikers.

## Veröffentlichungen
- Die Wassernuss, Trapa natans L. und der Tribulus der Alten. Naturforschende Gesellschaft in Zürich (NGZH), Zürich 1883 (Neujahrsblatt 1886, ISSN 0379-1327).
- Die Blutbuche zu Buch am Irchel. NGZH, Zürich 1893 (Neujahrsblatt 1894)
- Der Ranunculus belli di florus des Joh. Gessner. In: Berichte der Schweizerischen Botanischen Gesellschaft. Heft 3 (1893).
- Eglisau, in botanischer Beziehung. Ohne Ort, ohne Jahr.